# Danny Day
Daniel "Danny" Day (5 d'octubre de 1972) va ser un ciclista australià, que es va especialitzar amb el ciclisme en pista.
Del seu palmarès destaquen tres medalles als Campionats del Món en pista. Dues en Velocitat per equips i l'altra en Tàndem, aquesta última fent parella amb Stephen Pate.